# Grab (Trilj)
Grab falu Horvátországban Split-Dalmácia megyében. Közigazgatásilag Triljhez tartozik.

## Fekvése
Splittől légvonalban 30, közúton 45 km-re északkeletre, Sinjtől légvonalban 11, közúton 13 km-re délkeletre, községközpontjától 5 km-re északkeletre a dalmát Zagora területén, a Sinji mező délkeleti szélén, a Kamešnica-hegység délnyugati lábánál fekszik. A településen a Ruda bal oldali mellékvize a Grab-patak folyik át.

## Története
Ez a terület már régen is gazdag volt vízfolyásokban, mely kedvezett az emberi letelepedésnek. A régészeti leletek tanúsága szerint a mai Grab területe már a késő ókorban és a kora középkorban is lakott volt. Erről tanúskodik a Grebčine településrészen az iskola épülete mellett talált jellegzetes ószláv fonott díszítéssel faragott három kőtöredék, egy oltárépítmény pilaszterének maradványai. Ezen a helyen egy épület apszisának a nyomait is megtalálták. Grebčine neve maga is a greb – grob (temető) főnévből származik. A régi temető maradványai meg is találhatók a mai temető területén. A grabi plébániához tartozó Velić falu területén egy ószláv templom maradványait is megtalálták. Ez a kereszténység korai megjelenéséről tanúskodik. Területe 1686-ban Trilj környékével együtt szabadult fel a török uralom alól, de a karlócai béke ismét török kézen hagyta. Végleges felszabadulása csak az újabb velencei-török háborút lezáró pozsareváci békét követően 1718-ban történt meg, mely az új határt a Kamešnica-hegységnél húzta meg. A velencei uralom első éveiben telepítették be Hercegovinából érkezett keresztény lakossággal. A török alóli felszabadulás után 1720 körül épült fel a település első temploma. A régi templom egészen 1750-ig náddal volt fedve, ekkor a nádat leszedték és kőlapokra cserélték. Mindezeket Bizza érsek 1750-es egyházlátogatási leírásából tudjuk. Plébániája formálisan a živogošćei ferences kolostorhoz tartozott. A velencei uralomnak 1797-ben vége szakadt és osztrák csapatok vonultak be Dalmáciába. 1806-ban az osztrákokat legyőző franciák uralma alá került, de Napóleon lipcsei veresége után 1813-ban újra az osztrákoké lett. 1857-ben 74, 1910-ben 383 lakosa volt. 1918-ban az új szerb-horvát-szlovén állam, majd később Jugoszlávia része lett. A második világháború idején a Független Horvát Állam része lett. A háború után a szocialista Jugoszláviához került. 1991 óta a független Horvátországhoz tartozik. 2011-ben a településnek 546 lakosa volt.

## Lakosság
| Lakosság változása | Lakosság változása | Lakosság változása | Lakosság változása | Lakosság változása | Lakosság változása | Lakosság változása | Lakosság változása | Lakosság változása | Lakosság változása | Lakosság változása | Lakosság változása | Lakosság változása | Lakosság változása | Lakosság változása | Lakosság változása |
| ------------------ | ------------------ | ------------------ | ------------------ | ------------------ | ------------------ | ------------------ | ------------------ | ------------------ | ------------------ | ------------------ | ------------------ | ------------------ | ------------------ | ------------------ | ------------------ |
| 1857               | 1869               | 1880               | 1890               | 1900               | 1910               | 1921               | 1931               | 1948               | 1953               | 1961               | 1971               | 1981               | 1991               | 2001               | 2011               |
| 74                 | 834                | 418                | 282                | 268                | 383                | 1.380              | 272                | 235                | 390                | 412                | 565                | 774                | 795                | 687                | 546                |

## Nevezetességei
A falu közepén áll Keresztelő Szent János tiszteletére szentelt római katolikus plébániatemploma előtti a szent szobrával Stipa Sikirica akadémiai szobrászművész munkájával. A templomot 1874-ben építették faragott kövekből. Egyhajós épület apszissal és a homlokzat feletti harangtoronnyal. A szentélyben a márványból készült barokk főoltár mögött található a sekrestye. A szentségtartó fölött 2001-ben helyezték el Keresztelő Szent János vászonra festett képét a falu ábrázolásával a hátterében. Az oltárkép Josip Delić helyi művész munkája. A hajó jobb oldalán található a Fájdalmas Szűzanya márávny oltára az oltárképpel, míg a bal oldalon egy fából faragott oltár található Keresztelő Szent János képével, mely szintén helyi munka. A hajó falán fából faragott barokk kereszt látható. A keresztelőmedence valószínűleg a régi templomból került át. A mai templom építése előtt ugyanis egy szintén Keresztelő Szent Jánosnak szentelt régi templom állt ezen a helyen.
Védett műemlék a Samadžić családnak a Grab-patak jobb partján álló malma. Nagyméretű kövekből épített kanalas típusú malom, vízszintes malomkerékkel. A hat őrlőkő még ma is használatban van. A malom melletti híd két félköríves nyílással rendelkezik, a két boltív találkozásánál épített hullámtörővel. A híd a gyalogos közlekedésre szolgál. Másik védett malomépület a Bugarin-malom, mely szintén kanalas, vízszintesen elhelyezett malomkerékkel ellátott malom. Eredetileg egyemeletes ház volt, faragott kőből építve, hornyolt cserepekkel borított nyeregtetővel. A malom mellett egy emeletes épület található a földszinten istállóval, míg az első emeleten a molnár lakása volt. A Čosić-malom a Grab-patak jobb oldalán áll. A beltéri és kültéri malomüzem megmaradt, és a malom még ma is használatban van.  A malom mellett egy kis kőhíd található, amely gyalogos átkelőként szolgált a környező helyekről a malom és Grab falu felé.
A falu mellett az azonos nevű patakon kőhíd található, melynek öt, boltíves nyílása van. Az ívek négyszögletes keresztmetszetű kőoszlopokon nyugszanak, felfelé és lefelé lekerekített hullámtörővel. a 19. század első felében épített híd felépítménye megváltozott, amikor az úttestet szélesítették és az eredeti kő mellvédet vaskorlátra cserélték.